# Caseta del guarda i tanca de la Casa Ensesa
La Caseta del guarda i tanca de la Casa Ensesa és una obra de Girona, carratera de Barcelona, núm. 68, inclosa a l'Inventari del Patrimoni Arquitectònic de Catalunya.

## Descripció
Es tractava d'un magatzem dins el recinte de la farinera homònima amb una planta aixecada per a càrrega i descàrrega de camions i una marquesina. Projectat per Rafael Masó i Valentí, es va construir a partir del juliol del 1931. És una construcció senzilla de planta baixa on predomina la línia recta i l'horitzontalitat. Es troba adossada a la interessant tanca on s'utilitza el mateix recurs: combinació del maó vist i el mur llis. En aquesta obra s'adopta de manera atípica el llenguatge racionalista.

## Història
El magatzem s'enderrocà al 1990, no obstant, Masó també va dissenyar-ne la tanca en substitució d'una altra que no arribava a tot el solar. Aquesta es conserva parcialment en tant que la part afectada per l'obertura del passeig d'Olot es va haver de reconstruir segons els nous límits del solar.